# 2581 Radegast
A 2581 Radegast (ideiglenes jelöléssel 1980 VX) a Naprendszer kisbolygóövében található aszteroida. Zdenka Vávrová fedezte fel 1980. november 11-én.